# Parc Sainte-Périne
Parc Sainte-Périne je veřejný kopcovitý park, který se nachází v Paříži v 16. obvodu mezi Avenue de Versailles a Rue Mirabeau. Park byl vybudován v roce 1977 a jeho rozloha činí 54 ha.

## Historie
Od roku 1109 do Francouzské revoluce bylo území majetkem opatství Sainte-Geneviève. Jejich pozemky byly ohraničeny Seinou, dnešními ulicemi Boulevard Exelmans, Rue Boileau, Rue d'Auteuil a Rue Wilhelm. Po zabrání jejich majetku během revoluce (pozemky byly jako státní majetek prodány na pastvu pro krávy a koně). Nakonec skončily v majetku dcery hraběnky d'Aubusson, která je postoupila v roce 1858 zdravotnické společnosti Assistance Publique.
V roce 1977 byly pozemky bezplatně převedeny městu Paříži, aby zde nechalo vybudovat veřejný park. Tento záměr se doposud nepodařilo zcela naplnit, neboť v části parku stále sídlí některé instituce, především Hôpital Sainte-Périne.

## Pokus o částečnou zástavbu
V červnu 2006 se pařížský starosta Bertrand Delanoë během přípravy plánování a v rozporu s deklarovanou politikou chránit zeleň rozhodl o záboru části zelených ploch pro výstavbu obytného komplexu s 210 byty. Jednalo se sice jen asi o 6% rozlohy, ovšem nacházelo se zde 80% stromů. Toto rozhodnutí se setkalo s nesouhlasem místních obyvatel, městské rady 16. obvodu a Ligy na ochranu ptáků. Také Zelení v pařížské městské radě a opozice (UMP) byli proti. Proto později starosta Delanoë svůj úmysl odvolal. V květnu 2008 navrhla komunistická frakce v městské radě obnovit tento projekt, ale rovněž se jej nepodařilo prosadit.